# Tuilerie des Saules
La tuilerie des Saules est localisée sur la commune d'Avezé, au sein du département de la Sarthe, en région des Pays de la Loire. Comme son nom l'indique, cet ancien établissement est, plus précisément, situé au lieu-dit des Saules, un petit hameau qui se place en marge du cœur de ville d'Avezé.
La tuilerie dite « des Saules » est une ancienne usine dont l'ouverture s'effectue au début du XIXe siècle, probablement en 1826. À la fin du XIXe siècle, l'activité de la tuilerie avezéenne se développe. En effet, à cette époque, le bâtiment manufacturier est alors adjoint de 2 fours.
Sa production déclinante, le bâtiment destiné à la confection de tuiles et de briques fait l'objet d'une fermeture en 1962.
En date du 4 avril 1986, l'ancienne manufacture dite « des Saules », à Avezé bénéficie, grâce à une mesure prise par arrêté ministériel, d'un classement sur la liste des monuments historiques de France.

## Localisation
| - OpenStreetMap Localisation de la Tuilerie et du hameau des Saules, sur la commune d'Avezé. |

La tuilerie des Saules s'inscrit dans un petit hameau portant le même nom et qui est situé à l'extrémité Nord-Ouest du cœur de ville de la commune d'Avezé, un bourg appartenant à l'ensemble naturel du Perche Sarthois et localisée dans le canton de La Ferté-Bernard, arrondissement de Mamers, département de la Sarthe, en région des Pays de la Loire.
La situation géographique de la tuilerie des Saules a favorisé son implantation. En effet, cette ancienne usine est localisée sur un plateau à caractère argileux et boisé (forêt de Bellême), favorisant ainsi une facilité d'accès aux matières premières.

## Histoire
Les registres afférent aux recensements démographiques de l'époque située entre 1796 et 1806 ne font pas état de l'existence d'une manufacture de tuilerie à Avezé. En revanche, à partir de 1826, ces mêmes registres mettent en évidence que la présence de la tuilerie des Saules,. En définitive, la construction et la mise en place de ses structures industrielles sont probablement à imputer pour une période allant de 1815 à 1826,,. Toutefois, avant la fin du XVIIIe  et le tout début du  XIXe siècle, la portion cadastrale attenant au site, ou lieu-dit des Saules et dont l'emplacement était localisé à gauche de l'accès appartenant à l'atelier, était alors occupée par un couple de charbonniers. Par ailleurs, à cette même époque, les archives départementales évoquent également l'existence de plusieurs fabricants de charbon de bois implantés au sein d'un autre lieu-dit avezéen, un site connu sous le toponyme de « La Pannerie ». À cet effet, dès le tournant du XVIIIe – XIXe siècle, la commune d'Avezé et sa population apparaissent étroitement associées à l'exploitation de la forêt de Bellême, un massif boisé de faible taille et situé à l'Est de celle de Perseigne.
En 1815, un appel d'offres est lancé par le conseil municipal de la commune afin d'exploiter le massif forestier avoisinant et la terre locale, riche en matériau argileux. Une première tuilerie est dès lors construite au lieu-dit de « La Touche ».
Lors de sa création, la seconde tuilerie avezéenne, l'atelier des Saules, est constituée d'une bâtisse à usage domestique, ainsi que d'une seconde structure contenant le four proprement dit. L'ensemble appartenait à un artisan dénommé Marin Guérin. Néanmoins, sa production n'apparaît pas significativement pérenne au cours des années qui suivirent.
En 1847, une troisième usine à tuiles est établie sur le site de « La Pannerie ».
L'année 1856 marque la fin de la tuilerie de « La Touche », évènement attesté par le rapport de destruction de son four et dont Marin Guérin, le propriétaire de la tuilerie de Saules, a fait état.
Dans la seconde moitié du XIXe siècle, en 1873, une unique et quatrième structure de fabrication de tuiles, celle-ci installée dans le centre-ville, est encore en activité. L'emplacement et le manque d'accessibilité des autres structures, en marge du bourg avezéen, semblent être à l'origine de leur baisse de production.
Pour autant, dès les années 1880, la tuilerie des Saules, ainsi que celle de La Pannerie, connaissent un renouveau industriel, lequel est stimulé par un accroissement de l'activité agricole locale. Ce développement est continu et s'accroît jusqu'au début du XXe siècle,.
À cette époque, en 1902, l'atelier des Saules est alors doté d'une nouvelle structure se présentant sous la forme de halle dont l'enceinte comporte un second four,. Au cours de l'année suivante, en 1903, la tuilerie de La Pannerie est à son tour agrémentée du même type bâtiment. Ces aménagements et agrandissements ont été effectués sous l'impulsion de leurs propriétaires d'alors, les familles Guérin et Richard.
En 1907, quoique partielle, la tuilerie des Saules fait l'objet de sa toute première mécanisation.
Dans la première moitié du XXe siècle, selon l'historien et collectionneur Paul Cordonnier-Détrie, l'atelier des Saules est l'unique fabrique de tuiles à être encore ouverte. Ce dernier indique qu'en 1947, la tuilerie implantée sur le site de La Pannerie est, pour partie à l'état de vestiges (le bâtiment destiné à la cuisson) ; l'autre partie, la halle, est quant à elle, remaniée et restaurée pour faire office de hangar à voiture.
Au cours de la seconde moitié du XXe siècle, à l'instar d'autres manufactures de tuiles et de briques situées à proximité de la forêt de Bellême ayant cessé leur activité après la Seconde Guerre mondiale, et bien que l'atelier des Saules demeure la seule fabrique de tuiles avezéenne restante, celui-ci ferme ses portes en 1962,,. Ces derniers dirigeants, les familles Richard, Saussereau et Segouin, se transmirent la gestion de l'entreprise de père en fils, comme en témoignent les inscriptions apparaissant sur de nombreux fragments de céramiques fabriquées au sein de l'usine.
Le 4 avril 1986, l'ancienne manufacture dite « des Saules » fait l'objet, par le biais d'un arrêté ministériel, d'un classement sur la liste des monuments historiques de France.
Au cours du XXIe siècle, sur la totalité des structures constituant la tuilerie des Saules, seules celles construites dans le premier quart du XXe siècle se présente dans un état relativement intact,.

## Description
Sous sa forme actuelle, la tuilerie des Saules est composée de deux corps de bâtiments. L'un, entièrement destiné à la cuisson des tuiles et des briques, est muni de deux fours,. Toutefois, ces deux éléments, ayant pour destination la cuisson de tuiles et de briques constituées d'un matériau argileux, présentent, de par leur surface de chauffe, une puissance thermique relativement faible. L'autre bâtiment, ayant pour vocation la confection et le stockage des produits, se manifeste sous l'aspect d'une vaste halle,.
Ainsi que le mettent en évidence des tessons de poteries retrouvés au sein d'un puits creusé à proximité, cette seconde structure permettait de produire différents types d'objets. En outre, ces produits finis étaient strictement constitués d'un matériau argileux qui est issu des sols locaux.
D'autre part, les fragments de tuiles et de briques découverts sur le site des Saules portent régulièrement des estampilles qui détaillent leurs provenances et le patronyme de leurs fabricants,.

## Mise en valeur du site
Au milieu des années 2010, la tuilerie des Saules fait l'objet d'un important programme de travaux. Les travaux, qui se sont achevés en janvier 2015, ont été réalisés par des architectes issus de l'entreprise publique de Bâtiments de France, section départementale de la Sarthe. Cette campagne de restauration, entreprise sous l'impulsion de son actuel propriétaire, Thomas Blot, et soutenue par Albert Gilbert, membre de l'association « Patrimoine d'Avezé », permet aux couvertures des deux bâtiments restants, l'enceinte du four et la halle de séchage, de restituer leurs aspects initiaux.
Le remaniement de ses structures a également permis à la tuilerie des Saules de bénéficier, dès l'été 2015, d'un statut de site patrimonial appartenant à l'un des circuits culturels du Perche Sarthois,,. Les lieux, dont la mise en valeur a eu pour effet de faciliter l'accès, font actuellement l'objet de visites organisées ainsi qu'une mise en place d'ateliers pédagogiques,,.
En 2016, un travail de recherche intitulé "Mémoire de la Tuilerie des Saules" a été publié dans le site des travaux universitaires DUMAS. Écrit par Rayan Diomi, ce travail a été réalisé en réponse à une commande du Pays de Perche Sarthois faîte à l'Université du Mans. Une copie de cette mémoire d'études est également disponible à la bibliothèque du Pays de Perche Sarthois à La Ferté Bernard (72).